# Tipula centralis
Tipula centralis är en tvåvingeart som beskrevs av Friedrich Hermann Loew 1864. Tipula centralis ingår i släktet Tipula och familjen storharkrankar. Inga underarter finns listade i Catalogue of Life.